# Richard Scarry
 Der er for få eller ingen kildehenvisninger i denne artikel, hvilket er et problem. Du kan hjælpe ved at angive troværdige kilder til de påstande, som fremføres i artiklen.

Richard McClure Scarry (udtales /'skæ ri/. 5. juni 1919 – 30. april 1994) var en enormt populær amerikansk børnebogsforfatter og illustrator som udgav over 300 bøger med et totalsalg på 300 millioner verden over. Han er bl.a. kendt som forfatter til historierne om Den travle by, der er blandt hans mest populære værker.